# けんちん汁

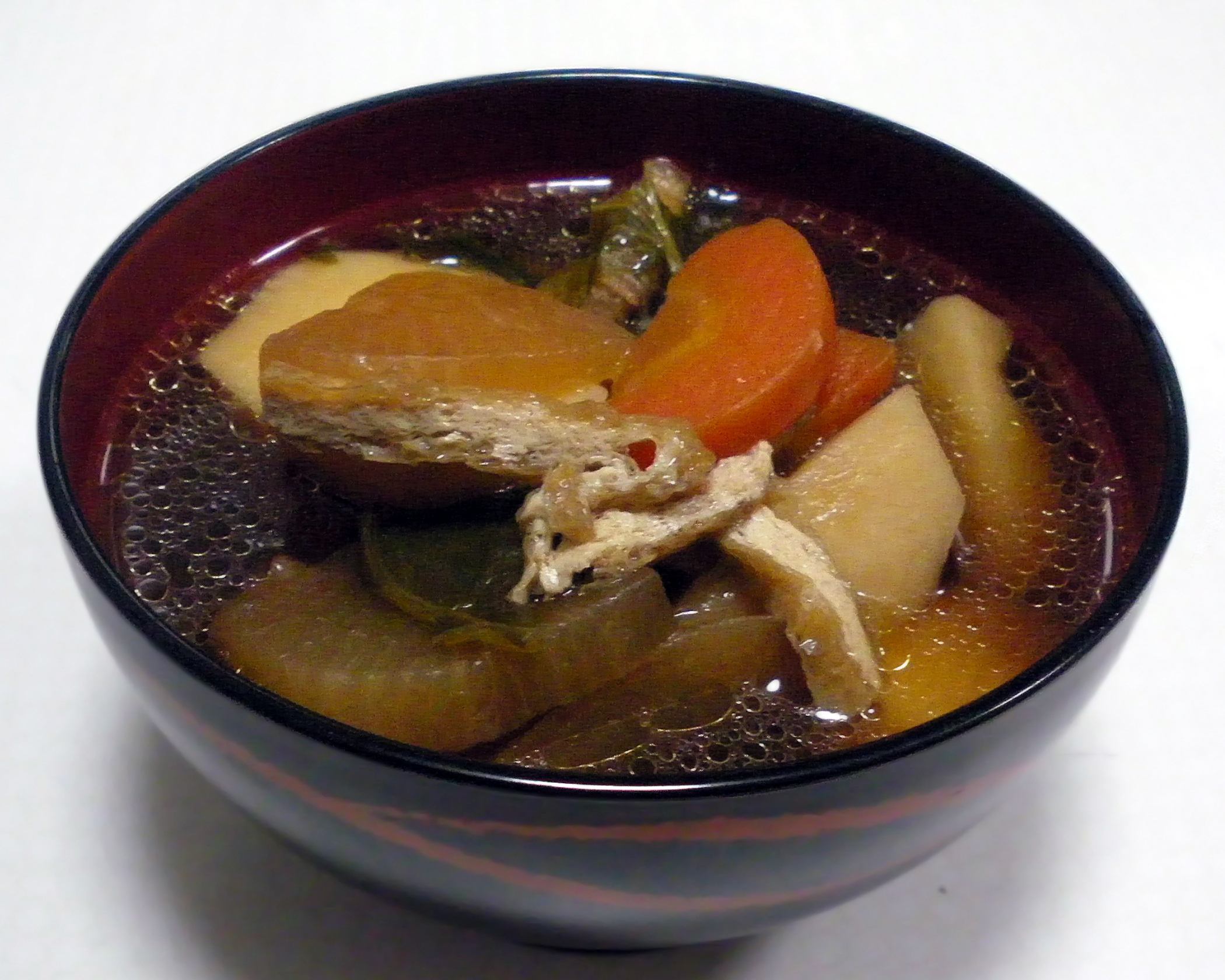
けんちん汁の一例（人参、大根、里芋、こんにゃくが使用されている）

けんちん汁（けんちんじる、巻繊汁）は、汁物料理の一種である。

## 概要
一般的な具材として、大根・人参・ゴボウ・里芋・こんにゃく・豆腐を胡麻油で炒め、出汁を加えて煮込み、醤油で味を調えたすまし汁である。
本来は精進料理であるため、肉や魚は加えず、出汁も鰹節や煮干ではなく、昆布や椎茸から取ったものを使用している。

## 由来
神奈川県鎌倉市にて建長寺の修行僧が作っていた「建長汁（けんちょうじる）」がなまり、「けんちん汁」になったという説が人口に膾炙している。このため、寺の入り口に店を構える「点心庵」は建長寺公認とされるけんちん汁を提供しており、地元の名物となっている。しかし、百科事典や国語辞典では「建長汁」の表記は一切見られず、「けんちん汁」に「巻繊汁」の字をあて、普茶料理の「巻繊（けんちん - 野菜を刻み、豆腐を混ぜて炒め、油揚げか湯葉で巻いて油で揚げた料理）」と関連づけている。

## 関連した料理

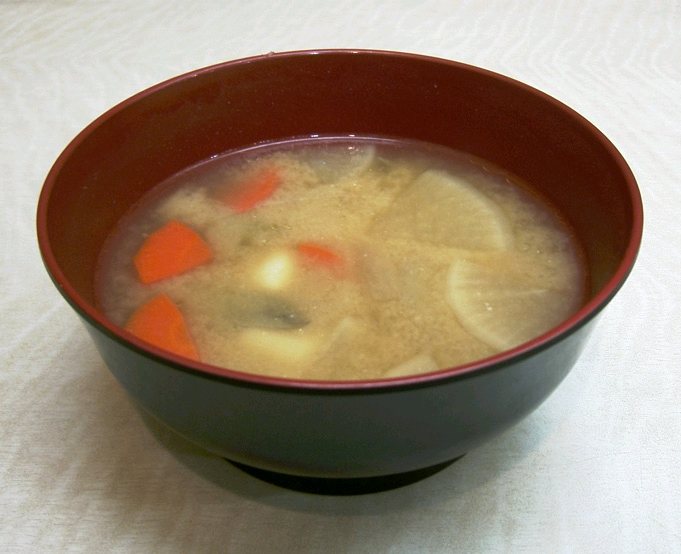
国清汁。もしくは味噌けんちん

- 精進料理では味噌仕立てにしたものを「国清汁」と呼ぶ。「建長汁」のいわれ同様、伊豆韮山の国清寺が起源であるともいう。
- 江戸時代の料理書『豆腐百珍』には「真のけんちん」「草のけんちん」など、けんちんのバリエーションが記されている。ただし、けんちんそのものは次第に廃れ、中身であるもやしと豆腐の炒め物自体が様々な料理に応用された。けんちん汁はその一つであり、このほかに魚肉や豆腐にけんちんを詰めて蒸したけんちん蒸しなどがある。
- 大分県中津市には、同名の蒸し菓子（巻蒸）が存在する。これは、木耳とトロクスン豆（シロインゲンマメ）を中心に野菜を煮汁を多めに甘辛く煮付け、これにクズ粉・小麦粉・砂糖を加えながら長時間練り上げた後、型に流し込んで蒸籠で蒸し冷やしたものであり、見た目は外郎に似ている。江戸時代に同地出身の蘭学者にして医師であった田中信平が長崎遊学の際に「けんちん」を伝えたのが起源とされ、長らく同地方の慶事や正月に「口取り（料理の合間に出される甘口の料理や蒲鉾、栗きんとんのような菓子などのこと）」に使用されてきた。
- 茨城県では、特産の蕎麦にけんちん汁をかけた「けんちん蕎麦」としても食されているほか、けんちん汁をつけ汁とした「つけけんちん蕎麦」も存在する[8]。
- 新潟県では、キノコや秋野菜、練り物や車麩などを入れたけんちん汁似の汁物が「けんちょん汁」と称されている[9]。